# Summertime Ball
The Summertime Ball — ежегодный мини-фестиваль, проводимый британской радиостанцией Capital FM. Первый фестиваль прошел на стадионе Эмирейтс в 2009 году, но начиная с 2010 года проводится на стадионе Уэмбли. Часть денежных средств от продажи билетов направляется в благотворительный фонд Help a Capital Child.

## Мини-фестивали

### 2009
Первыми хедлайнерами фестиваля стали Келли Кларксон, Леона Льюис и Эйкон. Другими участниками шоу стали: Blue, Кэти Перри, Джеймс Моррисон, Лайонел Ричи, JLS, Марк Ронсон, Дэниел Мерриуизер, The Saturdays, Шантель, Noisettes, Сиара, Энрике Иглесиас, Алиша Диксон, Диззи Раскал и Кальвин Харрис.
Первый фестиваль стал примечателен выступлением Келли Кларксон с акустической версией сингла «Because of You», первым домашним выступление Леоны Льюис, после почти годового нахождения певицы в США. Открыла шоу, на тот момент начинающая певица Кэти Перри, перед аудиторией в 55,000 человек. Очень долго ходили слухи о выступление Леди Гага, но она выступила на другом фестивале радиостанции Jingle Bell Ball, 5 декабря 2009.

### 2010
Хедлайнерами второго фестиваля стали Рианна и Ашер. Так же на нём выступили: Джастин Бибер, Шерил Коул, JLS, Кеша, Dizzee Rascal, Scouting for Girls, Александра Бёрк, Джейсон Деруло, Пикси Лотт, Chipmunk, Элли Голдинг, The Wanted, Тайни Темпа, Marina and the Diamonds, Эсме Дентерс, will.i.am, Labrinth, Шон Кингстон и Florence and the Machine.

### 2011
Спонсором The Summertime Ball 2011 стал Старбакс и прошел 12 июня на стадионе Уэмбли в Лондоне. Дженнифер Лопес стала хедлайнером шоу в этом году. Уже третий раз подряд выступила группа JLS, так же выступили Джесси Джей, Энрике Иглесиас, Николь Шерзингер, The Wanted, Cee Lo Green, LMFAO, Майк Познер, Far East Movement, Кэти Би, Example, Wretch 32, Mann, Ne-Yo, Dev, The Cataracs, Lauren Bennett и Devlin.
Во время репетиции за день до фестиваля, Джесси Джей повредила ногу, из-за этого ей пришлось отменить множество концертов летом 2011 года, но на Summertime Ball, она выступила.

### 2012
Спонсором The Summertime Ball 2012 стала компания Vodafone и прошел на стадионе Уэмбли 9 июня. Кэти Перри и Coldplay стали хедлайнерами в этом году, совместно с Джастином Бибером и Джесси Джей. На фестивале так же выступили: Usher, The Wanted, Эд Ширан, Келли Кларксон, Флоу Райда, Example, Питбуль, Рита Ора, Лана Дель Рей, Cover Drive, Конор Майнард, Lawson, Диззи Раскал, Шерил Коул, Rizzle Kicks и Карли Рэй Джепсен.